# Миа Бјелогрлић
Миа Бјелогрлић (Београд, 19. јул 1996) је српска политиколошкиња, продуценткиња и водитељка. Оснивачица је продукцијске куће Bella Ciao Production и ауторка је емисије "Она се буди" као и водитељка викенд издања јутарњег програма на телевизији N1. У свом раду јавно се бори за права жена и LGBTQ популације. Ћерка је српског глумца Драгана Бјелогрлића и Маје Бјелогрлић.

## Образовање
Миа Бјелогрлић је дипломирала на Факултету политичких наука Универзитета у Београду на коме је одбранила и мастер рад из Међународне безбедности "Секуритизација у демократским и такмичарско-ауторитарним режимима: Студија случаја пандемије Ковид-19".
Похађала је Камп за дигиталне комуникације у Rinigier Axel Springer где је стекла знања о дигиталном новинарству.
При Делегација Европске Уније за Србију, завршила је курс писања јавних говора.

## Каријера
Миа је започела своју каријеру као студенткиња на порталу Ноизз одакле наставља као стажисткиња и консултанткиња за медије у Делегацији Европске Уније у Србији. У компанији Сафеге Цонсултинг (Safege Consulting) је креирала концепт нове комуникационе платформе ЕУ у Србији, који је биo модел комуницирања ЕУ пројеката, програма и активности, као и шанси за све грађанке и грађане Србије које нуди ЕУ.
У јулу 2020. године, Миа је основала продуцентску кућу Bella Ciao Production која се бави креирањем медијског садржаја.
У марту 2023. године Миа постаје водитељка викенд издања јутарњег програма "Нови дан" на телевизији N1. У овој емисији, поред актуелних дневно-политичких тема, бави се анализом друштвених појава са посебним освртом на права жена, LGBTQ популације, маргинализованих категорија друштва као и функционисањем система социјалне заштите, односа друштва и цркве и положаја младих.

### "Она се буди"
Емисија "Она се буди" је феминистички пројекат Мие Бјелогрлић, настао као одговор на недостатак јавног говора на тему родне равноправности. Режију и сценарио потписује Сташа Бајац. У емисији су јој гошће биле социолошкиње, активисткиње, новинарке, историчарке и јавне личности које су говориле о односу друштва према женама. Миа су за овај пројекат инспирисале приче жена из личног окружења као и исповести јавних личности о партнерском и сексуалном насиљу, насиљу над женама из позиције моћи, сексуализацији девојака, неравноправном положају у професионалним сферама као и репродуктивним правима жена. Гошће у емисији су јој биле Милена Радуловић, у чију одбрану је јавно стала, Латинка Перовић, Лепа Брена, Јелена Зорић, Марија Десивојевић Цветковић, Марија Бабовић, Јована Глигоријевић, Исидора Симијоновић, Марина Марковић, Биљана Србљановић, Дубравка Стојановић. Џенета Аговић, Ива Илинчић.

## Награде
- Награда за женску храброст компаније Ејвон[11]